# 女子には誰にも言えない秘密があるんです!
『女子には誰にも言えない秘密があるんです!』（じょしにはだれにもいえないひみつがあるんです!）は、山本充実による日本のライトノベル。イラストはかわいまりあが担当している。講談社ラノベ文庫（講談社）より2013年11月から2014年4月まで刊行された。第2回講談社ラノベチャレンジカップ大賞受賞作。

## あらすじ
ある日九十九武助はクラスでも人気の高い清流院タルトの秘密を知ってしまう。格闘技好き、胸は偽乳、学校ではお嬢様を演じるタルトは普通の女の子に憧れ、普通の女の子になることを目指していた。一方の武助は自分が平凡であることを嫌がり、脱平凡を目指していた。そこでタルトはお互いの目標を達成するべくパートナーとして協力し合うことを提案する。提案を了承した2人が手始めに行ったのがタルト曰く完璧超人、本物のお嬢様である姉の清流院シュクレの生活スタイルの調査だった。シュクレの調査を始めた武助だったがすぐにシュクレのとんでもない秘密を知る――。双子の姉妹が抱える秘密を前に武助は予想外の事態に巻き込まれていく。

## 登場人物
九十九武助（つくも たけすけ）
本作の主人公。高校2年生。タルトからは「モブスケ」と呼ばれていたがのちに名前で呼ばれるようになる。
容姿、成績、運動全てが平均的。そんな自分が嫌で自身を変えようと様々な努力をしているが実は結んでいない。
タルトとシュクレ、2人の秘密を知ってしまうが秘密がばれてしまうと双方の仲に溝ができてしまうほどの内容だったため、露見しないように奮闘することとなる。ところが勘違いに勘違いが重なった結果双方に秘密がばれてしまう。
小学校3年生の時に近所のガキ大将に絡まれていたシュクレ達を助けたことがあるが本人はそのことを覚えていない。
武助の母親は清流院財閥の系列で働いている。
清流院タルト（せいりゅういん タルト）
本作のメインヒロインの1人。高校2年生。双子の姉であるシュクレがいる。
護身術という名目で格闘技を小さい頃からやってきていたが、途中から格闘技に熱中し護身術の域を超えてしまった。このことが原因でタルトに格闘技を教えていた師匠は辞めさせられている。このころから格闘技が好きだが、勉強や礼儀作法は苦手。なお、タルトの格闘技のパワーはとても強く、パンチだけでコンクリートの壁にひびを入れることができる。
勉強や礼儀作法を完璧にこなすシュクレを目標にしている。このため普段は大好きな格闘技を隠し、おしとやかな女性を演じている。巨乳に見えるが胸にはパッドを入れており本来の胸はかなり小さい。
小学生の頃にシュクレにSMプレイ関係のエロ雑誌を見せられた時に気絶したことがある。以降そのことがトラウマとなりエロに関して過剰な反応を示すようになった。ある時シュクレが変態だったという秘密を知った時にそのショックから引きこもってしまうが武助の説得によりシュクレの性癖を受け入れるようになる。また自身が抱えていた格闘技が大好きであるという秘密はシュクレが暴力を嫌っていたことから格闘技を続けていたことを言い出せずにいたが、シュクレが不良に絡まれた時に格闘技を使って倒したことでシュクレに知られてしまう。
格闘技の修行中に河川で溺れたことがあり水泳は苦手。
清流院シュクレ（せいりゅういん シュクレ）
本作のメインヒロインの1人。高校2年生で生徒会長をしている。
容姿は完璧だが、常に身体を紐で縛っている変態でもある。SMプレイが好み。
小学生の頃にタルトにSMプレイ関係のエロ雑誌を見せたことがあるがタルトが気絶してしまったため、自分の性癖をタルトに言えずにいた。ある時タルトに自分の性癖が露見してしまい、一時期は姉妹の間に溝ができてしまったが武助の計らいもあり和解することができた。
小学生の時に髪の色が違うということから近所のガキ大将に絡まれていたところを武助に助けられたことがある。以降シュクレの唯一の友人となった武助と一緒に遊ぶようになったシュクレだったが、父親に「育ちの違う人間と深く関わるな」と怒られたことがきっかけで友人の仲を引き裂かれてしまった。そのことに涙したシュクレは本気で友達を欲しがるようになり、また男を知りたがるようになった。そして唯一の友人だった武助がくれたエロ本の主人公に感情移入していった結果、願望が欲望に変わり変態のシュクレができあがっていた。
九十九小桃（つくも こもも）
武助の妹。1つ下の高校1年生。
母親似の顔でツインテールにしていることが多い。武助がシュクレから貰った下着を自分で購入したものだと勘違いしている。
望月真由里（もちづき まゆり）
武助の幼馴染。小学5年生のころまでは武助の隣の家に暮らしていた。両親がアメリカへ仕事の関係で飛び立ったため、武助の家に暮らすことになった。
美少女漫画やアニメが好きなオタクで、特に「乙女心剣ヴァルキュリア」という漫画がお気に入り。ヴァルキュリアの話になると目つきが変わる。しかし、転校先の小学校の男子に自分の趣味をからかわれたことがきっかけで、自分の趣味を人前では隠すようになった。
二次創作をしており、自分が描いた絵を投稿サイトにアップしている。漫画も描いて投稿したことがあるが酷評だった。

## 制作背景
著者の山本曰く「シークレット姉妹ラブコメ!」。本作について山本はバレないかドキドキしたり秘密の共有にドキッとしたりするような内容の作品が好きであると述べており、「本作の中にもそのような要素をいくつか散りばめているので、少しでも秘密ならではの面白さが読者に伝わると嬉しい」との趣旨で本作の狙いを述べている。また裏話として「（当初の設定では）野生の熊が飛び出して来たり、登場するぬいぐるみが松ウサ修造という消されそうなものだった」とも語っている。

## 評価
第2回講談社ラノベチャレンジカップにて大賞を受賞した（受賞時のタイトルは「女子には誰にも言えない秘密があるんです! 〜双子だから倍だけどねっ〜」）。本作について第2回講談社ラノベチャレンジカップの選考員を務めた杉井光は、最終選考に残った作品の中できちんと目指す方向に注力できていた作品であったとしつつも、「ギャグのテンポが悪いのと、妹のキャラが非常識を軽く飛び越してひたすら頭が悪いように見えてしまうのは惜しい」といった課題を述べている。

## 既刊一覧
| タイトル | タイトル                                 | 発売日        | ISBN              |
| -------- | ---------------------------------------- | ------------- | ----------------- |
| 1        | 女子には誰にも言えない秘密があるんです!  | 2013年11月1日 | 978-4-06-375338-7 |
| 2        | 女子には誰にも言えない秘密があるんです!2 | 2014年4月2日  | 978-4-06-375370-7 |